# Jay (Vermont)
Jay – miasto w Stanach Zjednoczonych, w stanie Vermont, w hrabstwie Orleans.